# Lothar von Trotha
Adrian Dietrich Lothar von Trotha (Magdeburgo, 3 de julio de 1848 - Bonn, 31 de marzo de 1920) fue un comandante militar alemán en la antigua África del Sudoeste Alemana, hoy Namibia, conocido especialmente por ser el responsable de la expoliación de tierras nativas, así como del exterminio de los pueblos herero y namaqua en el llamado Genocidio Herero y Namaqua (1904).

## Origen, matrimonio e ingreso en el ejército
Nacido en Magdeburgo, capital de la provincia alemana de Sajonia, Trotha se unió al ejército prusiano en 1865 y luchó en las guerras austro-prusiana y franco-prusiana, por lo cual se le concedió la Cruz de Hierro de 2.ª clase. Contrajo matrimonio con Bertha Neumann el 15 de octubre de 1872 y continuó el ascenso en el escalafón militar prusiano.

Bandera de África del Sudoeste Alemana.

Ubicación del África del Sudoeste Alemana, en el actual territorio de Namibia.

## Carrera militar: China y su llegada a África
En 1894, Trotha fue nombrado comandante de la fuerza colonial alemana en África Oriental, donde fue enviado a reprimir las rebeliones nativas contra la dominación colonial alemana; tras haber sido comandante de la Brigada de la Expedición del Cuerpo Militar Alemán de Asia oriental en la China Imperial durante la guerra de los Bóxers. Fue nombrado Comandante en Jefe del África Sudoccidental alemana el 3 de mayo de 1904; fecha a partir de la cual se abocó a aplastar la insurrección de los pueblos herero, dueños por entonces de las mejores tierras cultivables.En total, entre 24.000 y 65.000 hereros (aproximadamente el 50% o 70% del total de la población herero), y 10.000 namaquas (50% del total de la población namaqua) perecieron en dos años.

## Campañas en África
Trotha llegó a Namibia el 11 de junio de 1904, cuando la guerra contra los herero llevaba cinco meses. El comando alemán hasta ese momento no había tenido mucho éxito contra las tácticas guerrilleras de los hereros. Inicialmente, el ejército alemán se vio dañado por el conflicto. 

### Campaña contra los herero
En octubre de 1904, el General von Trotha ideó un nuevo plan de batalla para poner fin a los levantamientos. En la Batalla de Waterberg, emitió la orden de rodear a los herero por 3 flancos de modo que la única vía de escape fuera el árido páramo de Omaheke-Steppe, un brazo occidental del desierto de Kalahari. los herero huyeron al desierto y Trotha ordenó a sus tropas envenenar todo pozo de agua visible; y levantar puestos de guardia a lo largo de una línea de 150 millas y disparar a matar contra cualquier herero, sin importar que fuere hombre, mujer o niño, que intentara escapar. Por lo tanto,  los herero se vieron obligados a permanecer en el desierto, donde muchos murieron de sed. Para dejar en claro su actitud con respecto a los herero, Trotha ordenó el Vernichtungsbefehl (orden de exterminio): «Dentro de las fronteras alemanas, se ejecutará a tiros a todo herero, ya sea armado o desarmado, con o sin ganado. No se le permitirá el paso ni a mujeres ni a niños. Se les obligará a volver a su pueblo; de lo contrario se deberá emprenderla a tiros contra ellos».
El propio Von Trotha habló de su política más tarde: «Era y es mi política, el uso de la fuerza, el terrorismo, e incluso la brutalidad».

#### Declaración contra los herero
Von Trotha emitió en su campaña la siguiente declaración en nombre del káiser Guillermo II:

La nación herero tiene que abandonar el país, y si no lo hace, la obligaré por la fuerza. Todo herero que se encuentre dentro de territorio alemán, armado o desarmado, con o sin ganado, será fusilado. No se permitirá que permanezcan en el territorio mujeres o niños, y se les expulsará para que se unan a su pueblo o serán pasados por las armas. Estas son las últimas palabras que dirigiré a la nación herero, como ilustre general del poderoso Emperador de Alemania.

### Campaña contra los namaqua
Una vez sometidos los herero, las tropas de von Trotha atacaron al pueblo namaqua. El 22 de abril de 1905, envió un mensaje a los nama, invitándoles a rendirse, poniendo como ejemplo el destino de los herero. 

Los nama que decidan no rendirse y osen dejarse ver en territorio alemán serán asesinados hasta que el último caiga. Aquellos que, al comienzo de la rebelión, hayan cometido homicidio en contra de los blancos o hayan dado la orden de hacerlo, por la ley, serán ejecutados. En cuanto a las pocos que no se hayan rendido para ese entonces, pagarán su osadía de la misma forma en que lo hicieron los herero, que en su ceguera creyeron poder tener éxito en una guerra contra el poderoso emperador alemán y el gran pueblo alemán. Les pregunto, ¿dónde están los herero hoy?

Aproximadamente 10 000 nama murieron durante los combates, y los restantes 9000 fueron confinados en campos de concentración.

## Muerte y legado de Von Trotha

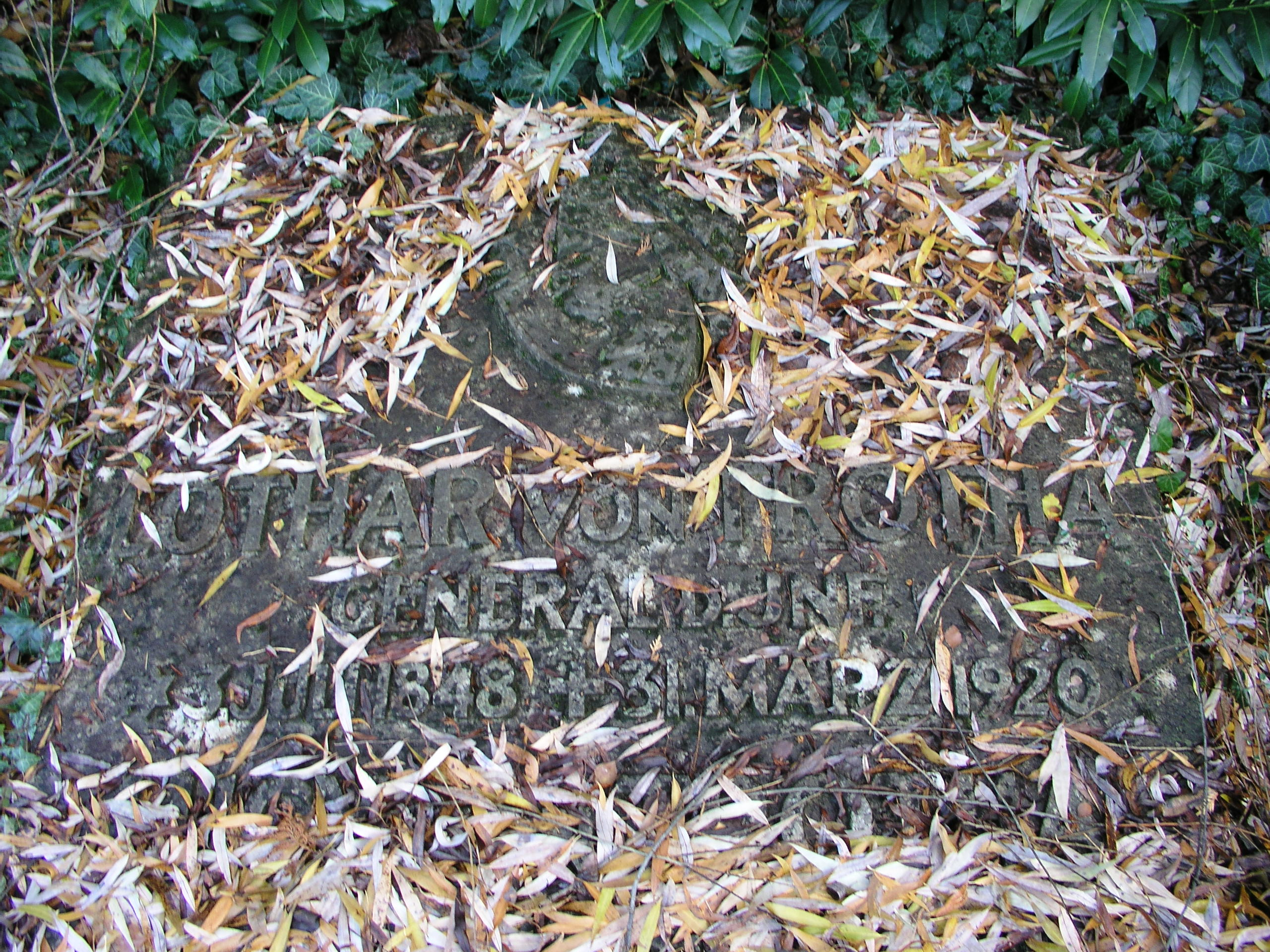
Tumba de von Trotha en el cementerio de Bonn.

El 19 de noviembre de 1905, von Trotha regresó a Alemania y fue nombrado general de infantería en 1910. Se casó por segunda vez el 19 de mayo de 1912 (con Lucy Goldstein Brinkmann) y murió de fiebre tifoidea el 31 de marzo de 1920 en Bonn. 
El 16 de agosto de 2004, el canciller alemán Gerhard Schröder ofreció oficialmente disculpas por las atrocidades cometidas durante la colonización alemana de Namibia. 
"Nosotros los alemanes aceptamos nuestra responsabilidad histórica y moral, y la culpa de las atrocidades efectuadas por los alemanes en ese momento"; dijo Heidemarie Wieczorek-Zeul, asistente del Ministro de Desarrollo Alemán. Además, admitió que las masacres fueron un acto de genocidio. Por esas declaraciones no oficializadas por el Estado alemán, Wieczorek-Zeul debió renunciar a su cargo en el ministerio. La República Federal Alemana nunca reconoció oficialmente y de forma directa el genocidio herero y namaqua en la actual Namibia. Los dos países han tenido en general una buena relación desde entonces, a pesar de que nunca indemnizó a los damnificados. 
Los descendientes de Von Trotha y el resto de la familia Von Trotha viajaron a Omaruru en octubre de 2007 por invitación de los jefes herero; donde se disculparon públicamente por las acciones cometidas por su familia en el pasado. Wolf-Thilo von Trotha, un miembro de la familia, declaró: 

"Nosotros, la familia von Trotha, estamos profundamente avergonzados de los terribles acontecimientos que tuvieron lugar hace 100 años; tiempo en que los derechos humanos se violaron impunemente".